# مورتون آن د هیل
مورتون آن د هیل (به انگلیسی: Morton on the Hill) یک روستا و محله مدنی در بریتانیا است که در Broadland واقع شده‌است. مورتون آن د هیل ۴٫۰۹ کیلومتر مربع مساحت و ۸۵ نفر جمعیت دارد.